# Информбиро монтирани судски процеси
Разлаз између Совјетског Савеза и Југославије проузроковао је масовне чистке и бројне намештене судске процесе широм источне Европе , иако се не може рећи да је то био једини разлог — слични процеси били су саставни део стаљинистичког система.
Одмах по објављивању резлуције Информбироа и одговора КПЈ почела су масовна хапшења у земљама источног лагера над истакнутим припадницима комунистичких партија под фирмом да подржавају противљење југословенског ЦК да се повинује Информбироу.
Био је то пример са скоро свим земљама које су подржавале Информбиро.

### Процес у Албанији
Прво суђење одржано је у Тирани (маја 1949), представнику КП Албаније Кочију Дзодзеу под оптужбама да је подржавао Тита и радио против Информбироа у НР Албанији, одавајући тајне Централном комитету КПЈ. Дзодзе је осуђен на смрт и стрељан 11. јуна 1949. године.

### Процес у Мађарској
Један од највећих монтираних процеса у земљама Информбироа представљао је тзв. „Рајков процес“ из септембра 1949. у Мађарској, против Ласла Рајка, члана Политбироа КП и министра унутрашњих послова Мађарске и против неких других, мање значајних мађарских вођа (в. испод).
Поред Рајка, суђено је још и:
- Ђерђу Петефију
- Лазару Бранкову
- др Тибору Сењију
- Андраш Салајиу
- Пал Јустусу
- Бели Корондију
- Милану Огњановићу

Рајк је оптужен да је све време своје политичке каријере био обавештајац и полицијски шпијун, у служби Далса и Александра Ранковића, југословенског министра унутрашњих послова. Рајк је послушно признао све оптужбе, и многе друге исто тако невероватне, а затим је погубљен.
Оптужени су призанали да се за време грађанског рата у Шпанији налазила група југословенских комуниста који су организовали обавештајну мрежу против интернационалиста, а касније преко Гестапоа ликвидирали осведочене комунисте.
Суђење Рајку и осталима трајало је свега осам дана и донета је пресуда којом се Ласло Рајк осуђује на смрт вешањем, а сви остали затворским казнама.

### Процес у Бугарској
Непун месец дана после ликвидације Рајка, 30. новембра 1949. у Софији, у Бугарској, је отпочео велики процес против Трајча Костова, заменика председника владе Бугарске, великог партијског хероја покрета отпора и још девет високих бугарских функционера.
Међутим, Костов је очврснуо у мучењима која је истрпео у предратним бугарским затворима и на суду је неочекивано порицао све што је признао, на потпуно запрепашћење оних који су режирали процес. Осуђен је као агент Титове терористичке државе и стрељан истог месеца у Софији, да би 1956. био рехабилитован.
Већи процес против антинформбироваца одржан је у Софији 20. марта 1950. групи шпијуна и диверзанта из Југославије који су наводно припремали и извели многе атентате, међу којима је било и погубљење Георги Димитрова.

### Процес у Чехословачкој
У Чехословачкој је чистка почела 1949-1950. и до врхунца је стигла новембра 1951. у Прагу процесом против Рудолфа Сланског пређашњег генералног секретара ЦК КП Чехословачке, затим Влада Клементиса, некадашњег министра спољњих послова и других (в. испод).
Поред Сланског, на процес су изведени још и:
- Бедрих Геминдер
- Владимир Клементис
- Андре Симон
- Јосеф Франк
- Кареш Шваб
- Рудолф Марголијус
- Вавр Хајду
- Артур Лондон

Слански је био одани стаљиниста и његова признања кривице била су још мање убедљива од признања осталих источноевропских комунистичких вођа. Оптужен је да је са својим сарадницима радио као страни обавештајац, да је уплетен у финансијске спекулације и да је циониста (ово је била новина). Цео процес одисао је отвореним антисемитизмом. Сви су знали да је Слански пореклом Јеврејин, а и да је целог живота био против ционизма. Како су суђења одмицала, оптужбе су биле све бесмисленије, а оптужени су и даље на себе сваљивали кривицу; понекад је у процес била уплетена и породица, супруге и деца.
Остали свет је споља посматрао процесе са неверицом и ужасом, не схватајући под којим су притиском оптужени прихватили оптужбе које су тако очигледно биле бесмислене.
Пресуда је донета 3. децембра 1952. 
Само је Рудолф Слански осуђен на смрт и стрељан, док су остали добили затворске казне.

### Румунија, Источна Немачка, Пољска
Ана Паукер и Василе Лука, двоје најзначајнијих партијских вођа у Румунији, постали су жртве чистке маја 1952; Патраскану, пређашњи секретар партије, погубљен је априла 1954; у Пољској су 1949. ухапшени Владислав Гомулка, Маријан Спихалски и Зенон Клиско. У Источној Немачкој Паул Меркер је избачен из партијског руководства 1950, а Вилхелм Цајсер и Рудолф Хернштат су избачени после побуне радника јуна 1953.
Ово је само неколицина најистакнутијих личности са списка ухапшених и погубљених у чисткама. У Чехословачкој је у чисткама страдало 550.000 чланова партије, у Пољској и Источној Немачкој 300.000, само мало мањи број у осталим сателитиском државама. Обични чланови су у оваквим ситуацијама имали само мање непријатности, евентуално би изгубили посао. Што је жртва била на вишем положају, то су последице биле теже.

### Консеквенце
Немогуће је овим процесима наћи заједнички именитељ. У неким случајевима биле су у питању унутрашње интриге и борба за моћ. Сигурно је Рајк Ракошију био опасан супарник; из истих разлога је и Вулко Червенков, бугарски лидер, желео да уклони Костова. Теже је објаснити необичну суровост прашки процеса пуким неслагањем међу вођама; овде је највероватније совјетски притисак одлучујући. Партијско руководство у Пљској је ухапсило Гомулку и његове сараднике, али се опирало совјетском наређењу да се одржи лажно суђење. За процес и чистке нађени су разлози у историјској традицији, у политичким и психолошким механизмима. Било је говора о томе да се стаљинистички систем заснива на примени силе и да је циљ сталних процеса и чистки да се унесе страх у становништво. У свему томе има понешто истине. Међутим, мотивација је била сасвим неважна. Вероватно централни план није постојао, јер се многи догађаји ни данас не могу објаснити.

## Процеси у Југославији
Што се тиче Југославије, слични примери су примењивани против заговорника Информбироа, који су добили посебан назив „Информбираши/Ибеовци.
Почела су хапшења припадника Информбироа под фирмом да су припадници НКВД, да су шпијуни, белогардејци и експоненти Совјетске обавештајне службе и сл.
На почетку сукоба су затворени Сретен Жујовић и Андрија Хебранг, из политичког врха. На почетку чишћења војног врха ухваћен је генерал Славко Родић, осуђен као совјетски агент и стрељан, да би касније био проглашен народним херојем.
У Хрватској је био значајан судски процес покренут 1951. године против Раде Жигића, Станка Опачића Ћанице и Душана Бркића, који су у то време били на високим позицијама у влади НР Хрватске. Дотични су били оптужени да су подупирали просовјетска стајалишта и подстицали „противнародно деловање“. Неки научници (нпр. Чедомир Вишњић) тумаче ове оптужбе као излику да се из политичког врха Хрватске уклоне утицајнији Срби.
У Југославији почиње са изградњом војних капацитета, док се све тешке индустрије селе у Хрватску и Словенију због могућег напада Совјетског Савеза из Бугарске. Подиже се војна готовост, утврђује се граница према Бугарској, а све су чешћи и инциденти на границама. 
Већина предратних комуниста узимају Стаљинову линију. 
Исто то чини и велики број генерала, официра и подофицира, студената, сељака, занатлија, трговаца, новинара, лекара и сличних. Они преко ноћи нестају у Удбиним акцијама. Тако се врши обрачунавање са совјетским присталицама због бојазни да они могу бити велика сметња југословенској партији.
Рачуна се да је у сукобу са ИБ-ом из Партије искључено 58.596 чланова партије, а да су осталим казнама кажњена 31.142 члана. Те остале казне укључују и робијање на "Голом отоку", јер је око 90% кажњеника на Голом било тамо доведено без суђења већ по „Партијској казни“.

### Преки судови у Црној Гори
Најупечатљивији пример је био у Црној Гори. 
Највећи број Црногораца, одавно братски повезан са Совјетским Савезом и Русијом је страдао у првом таласу чистке у Партији.
Комплетан Покрајински комитет КПЈ за Црну Гору ће се изјаснити за резолуцију. . 
У појединим местима као што су Бијело Поље, Иванград у августу 1948. почеће са формирањем првих оружаних одреда који су имали задатак да у случају инвазије Совјетског Савеза помогну у збацивању садашњег партијског руководства.
Тако је у Црној Гори завладало ванредно стање са преким судовима.
Главни организатори преких судова и наредбодавци су били тадашњи пуковници УДБ-е Јово Капа и Саво Јоксимовић, који су до краја године ликвидирали читаво партијско руководство Цетиња, Бијелог Поља, Андријевице, Пљеваља и Колашина.
У смртним пресудама, страдао је и велики број невиних лица.

### Процес у Београду
Први монтирани процес у Југославији је одржан од 1. јуна-4. јуна 1950. у Београду против генерала Бранка Петричевића и пуковника Влада Дапчевића, који су покушавали да илегално пређу границу са генералом Арсом Јовановићем, када је овај убијен.
Оптужница их је теретила да су радили на разбијању јединства и одбрамбене моћи Армије, те да су издали своју домовину и погазили заклетву верности народу и врховном команданту.
Оптужени Бранко Петричевић и Владо Дапчевић су осуђени на 20 година строгог затвора и одузети су им војни чинови и одликовања.
За време издржавања казне на Голом отоку, поново је обновљен читав процес и сви осуђени су рехабилитовани и 1956. године пуштени на слободу.

### Процес четрнаесторици
Од 5.-20. октобра 1951. одржавао се још један инсценирани судски процес у Београду, групи од 14 грађана отужених за шпијунажу у корист НКВД, познатији као „Процес четрнаесторици“. Групу осуђеника су предводили инжењери Бранко Путник и Недељко Турудић. Поред њих, суђено на процесу су изведени и:
- Слободан Миловановић
- Бошко Живојиновић
- Градимир Станковић
- Миодраг Илић
- Милорад Лазић
- Момир Антонијевић
- Станко Добраш
- Милан Милинковић
- Олга Милошевић
- Галина Кузмановић-Перепјолкин
- Никола Висоцки
- Јосип Шабић

Суд је осудио Путника на смртну казну, да би касније преиначио одлуку у временску казну, а Турудића на доживотну робију, да би касније преименовао своју одлуку на 20 година затвора.
Сви остали су осуђени на временске казне. Године 1956. сви су били ослобођени пресуда као невини.

### Процес у Љубљани
Највећи монтирани процес који се водио у Југославији били су „Дахауски процеси“, који су одржани у Љубљани, 1947-1949. године пред Војним Судом.
На процесима су као кривци изведени, осуђени на смрт и стрељани:
- Карел Барле
- Петар Ћорић
- Паул гасер
- Вилијем Херман
- Оскар Јураниц
- Јоже Мавтек
- Јанез Перенич
- Мартин Престерл
- Јанко Пуфлер

Ти монтирани процеси су одржани против бивших бораца у Шпанском грађанском рату који су били учесници тзв. „Барселонског конгреса“ КПЈ који је усвојио потпуно супротна гледишта од комуниста које је предводио Тито, након чега су оптужени за троцкизам.
Они су оптужени да су као заробљеници логора Дахау, организовали шпијунску мрежу са Гестапо-ом у циљу терористичких делатности после рата у Југославији.
Сви оптужени су стрељани и проглашени народним непријатељима, одузета су им права шпанских бораца и укинуте споменице из Шпанског грађанског рата.
Сви оптужени са „Дахауских процеса“ су рехабилитовани 1986. године као невини.